# 速霸陸ff-1
速霸陸ff-1（日语：スバル・ff-1）為日本富士重工業於1969年至1971年間推出的緊湊型轎車，乃速霸陸1000的後繼車款，美規車名則為速霸陸ff-1 Star。
車名中的「ff」代表英語「front-engine, front-wheel drive layout」，也就是「前置前驅」之意。

## 概要與歷史
1969年 - 3月1日新發售的速霸陸ff-1取代速霸陸1000，動力來源除既有之977c.c.水冷式水平對臥四缸OHV EA52型引擎外，另有新開發的1,088c.c.水冷式水平對臥四缸OHV EA61型引擎。內裝方面的空調旋鈕、收音機、點煙器和煙灰缸等全部更新，外觀方面輪圈蓋也更換造型。除了二、四門轎車型外，另有配合東京都三國工業製造的雙化油器之版本，稱為運動轎車版，搭載馬力更大的1,088c.c.水平對臥四缸OHV EA61S型引擎。同年10月6日擴充產品線，推出二、四門旅行車車型。
1970年 - 由於消費者的需求改變，要求更高的馬力，7月富士重工業改推出引擎排氣量更大的速霸陸ff-1 1300G，既有的ff-1則改稱速霸陸ff-1 1100系列。另一方面，這款車自1970年起向美國外銷，到1973年為止共賣出1萬餘輛。

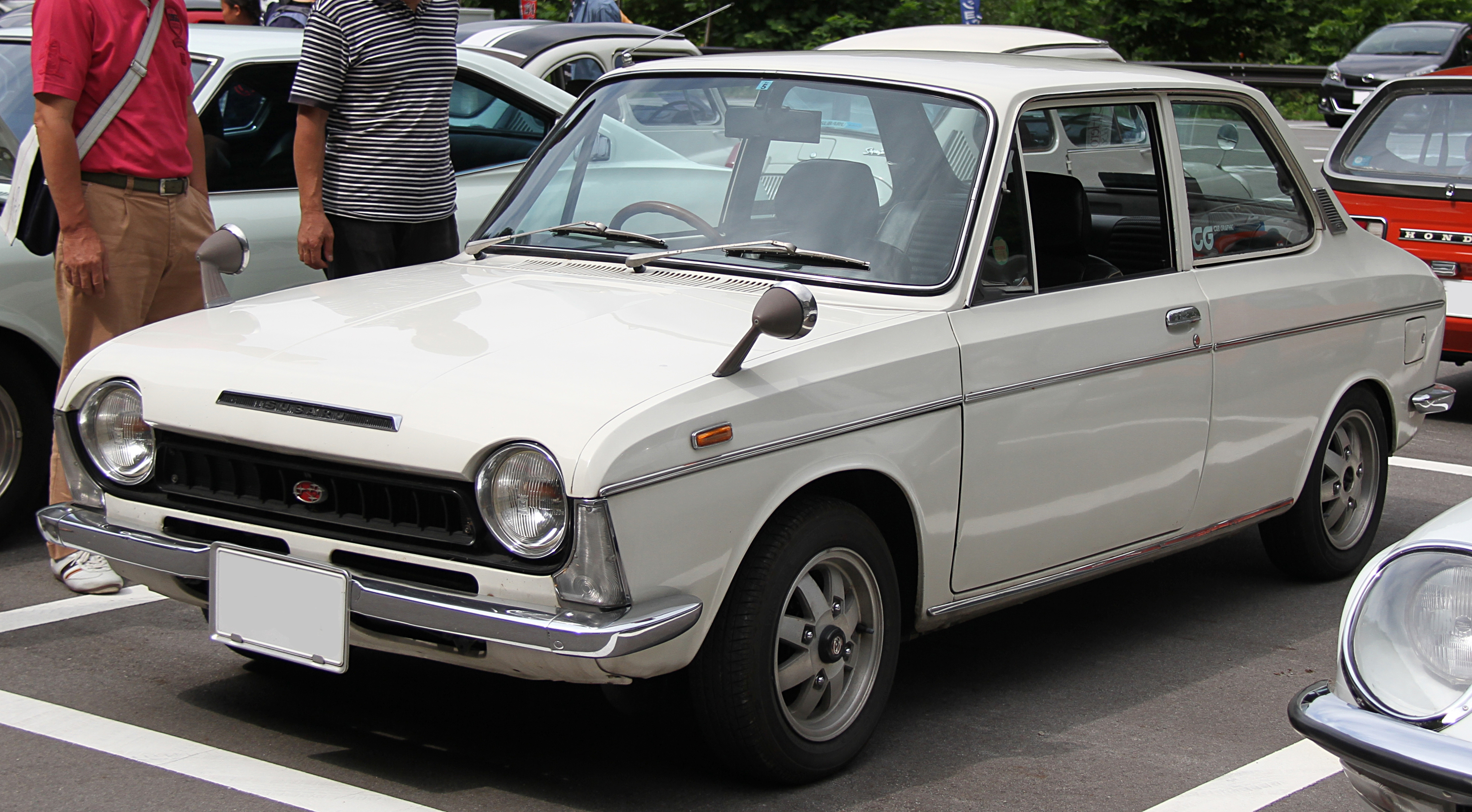
四門運動版車頭
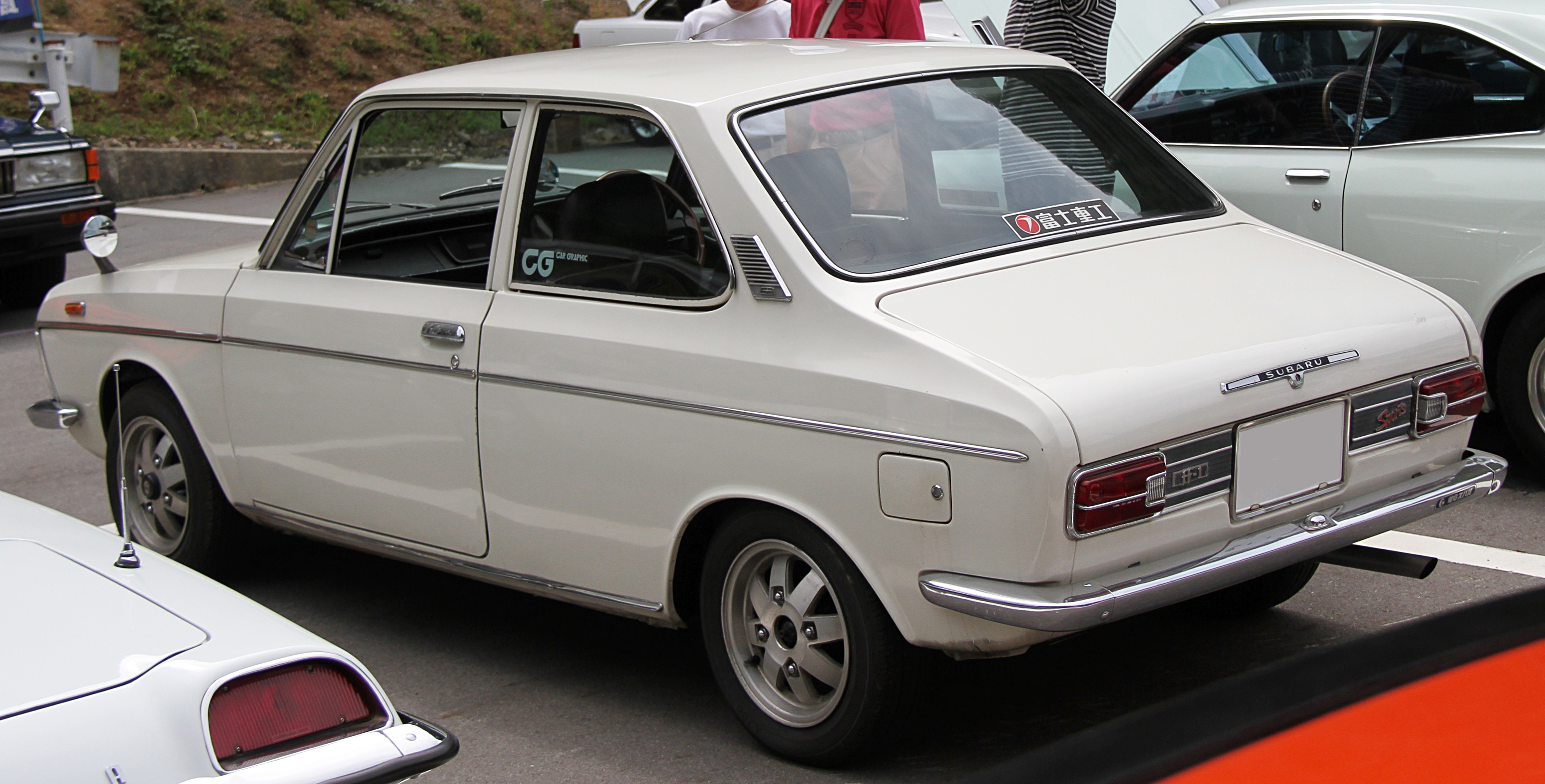
四門運動版車尾
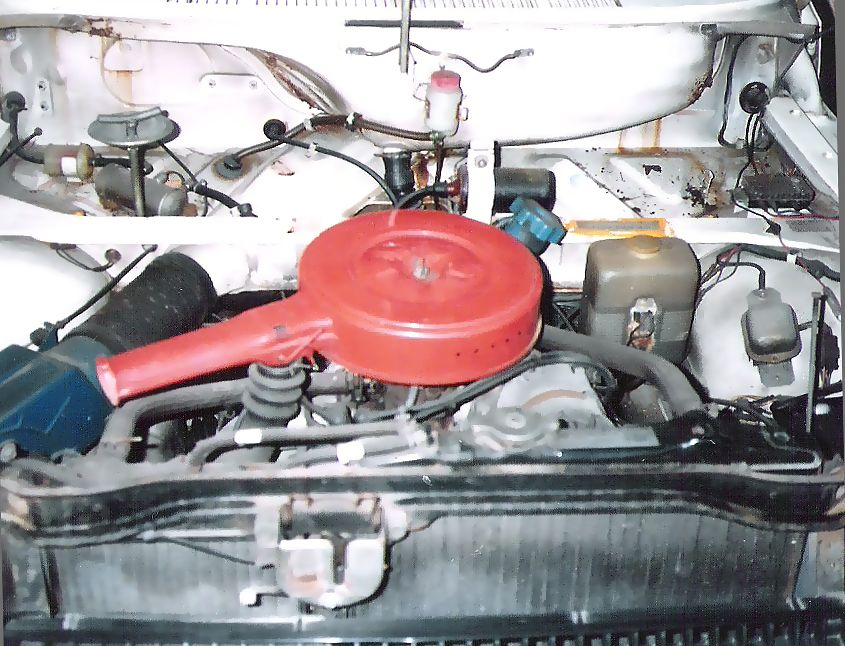
引擎室特寫

## 外部連結
- （日語）日本官方網站 （页面存档备份，存于）